# سلوقي إنجليزي
السلوقي الإنجليزي (Greyhound) سلالة من سلالات سايت هاوند (sighthound) تمت تربيته بشكل رئيسي من أجل المطاردات والسباقات، والتي ينظر إليها مؤخرًا على أنها طفرة في شعبيتها ككلب عروض من أصل جيد وكحيوان أليف من حيوانات العائلة.
وهي سلالة رقيقة وذكية تسمح ميزاتها المكونة من السيقان الطويلة والقوية والصدر العميق والعمود الفقري المرن والهيكل الرفيع القدرة على الوصول إلى سرعات سباق متوسطها 18 مترًا في الثانية (59 قدمًا في الثانية، أو . وعند الوصول إلى أقصى مستويات السرعة، يصل الكلب السلوقي إلى أقصى سرعة وهي خلال 30 مترًا أو 6 خطوات من مربعات الانطلاق، حيث تنطلق بسرعة 500 مترًا في الثانية تقريبًا لأول 250 مترًا في السباق. والحيوان الآخر الوحيد الذي يمكن أن يتحرك بسرعة أكبر في المسافات القصيرة هو الفهد الصياد، والذي يمكن أن يصل إلى سرعات تصل إلى بعد 3-4 خطوات من مربع الانطلاق.
كلب الصيد السلوقي العربي الأصيل من  أقدم سلالات الكلاب في العالم التي استوطنت في شبة الجزيرة العربية، يعود أصل هذه الحيوانات التي تتصف بالنبل والإعتزاز بالذات إلى بلاد ما بين النهرين وتنتمي إلى نفس جنس كلاب "الصيد بحاسة البصر"

## وصلات خارجية
- سلوقي إنجليزي معيار السلالة على موقع الجمعية الأمريكية لتربية الكلاب [الإنجليزية]‏ الرسمي.

سلوقي إنجليزي على مشروع الدليل المفتوح